# Grant Stafford
Grant Stafford (Johannesburg, 27 mei 1971) is een voormalige Zuid-Afrikaanse tennisspeler die tussen 1990 en 2001 in het internationale tenniscircuit actief was.
Als dubbelspeler was hij succesvol met vijf  toernooioverwinningen.

## Palmares

#### Enkelspel
| Legenda                       | Legenda               |
| ----------------------------- | --------------------- |
| Grand Slam                    |                       |
| Olympische Spelen             |                       |
| tot 2009                      | vanaf 2009            |
| Tennis Masters Cup            | ATP Finals            |
| ATP Masters Series            | ATP Tour Masters 1000 |
| ATP International Series Gold | ATP Tour 500          |
| ATP International Series      | ATP Tour 250          |

| Nr.              | Datum         | Toernooi    | Ondergrond | Tegenstander in finale | Score         | Details |
| ---------------- | ------------- | ----------- | ---------- | ---------------------- | ------------- | ------- |
| Verloren finales |               |             |            |                        |               |         |
| 1.               | 4 april 1993  | ATP Durban  | Hardcourt  | Aaron Krickstein       | 3-6, 6-7(7)   | Details |
| 2.               | 14 juli 1996  | ATP Newport | Gras       | Nicolás Pereira        | 6-4, 4-6, 4-6 | Details |
| 3.               | 27 april 1997 | ATP Orlando | Gravel     | Michael Chang          | 6-4, 2-6, 1-6 | Details |

### Dubbelspel
| Nr.                           | Datum           | Toernooi          | Ondergrond | Partner          | Tegenstanders in finale          | Score            | Details |
| ----------------------------- | --------------- | ----------------- | ---------- | ---------------- | -------------------------------- | ---------------- | ------- |
| Gewonnen finales heren dubbel |                 |                   |            |                  |                                  |                  |         |
| 1.                            | 20 oktober 1996 | ATP Tel Aviv      | Hardcourt  | Marcos Ondruska  | Noam Behr Eyal Erlich            | 6-3, 6-2         | Details |
| 2.                            | 26 april 1998   | ATP Orlando       | Gravel     | Kevin Ullyett    | Michael Tebbutt Mikael Tillström | 4-6, 6-4, 7-5    | Details |
| 3.                            | 10 mei 1998     | ATP Coral Springs | Gravel     | Kevin Ullyett    | Mark Merklein Vincent Spadea     | 7-5, 6-4         | Details |
| 4.                            | 26 juli 1998    | ATP Washington    | Hardcourt  | Kevin Ullyett    | Wayne Ferreira Patrick Galbraith | 6-2, 6-4         | Details |
| 5.                            | 7 januari 2001  | ATP Adelaide      | Hardcourt  | David MacPherson | Wayne Arthurs Todd Woodbridge    | 6–7(5), 6–4, 6–4 | Details |
| Verloren finales heren dubbel |                 |                   |            |                  |                                  |                  |         |
| 1.                            | 3 april 1994    | ATP Johannesburg  | Hardcourt  | Ellis Ferreira   | Marius Barnard Brent Haygarth    | 3-6, 5-7         | Details |

## Prestatietabel
| Legenda | Legenda                          |
| ------- | -------------------------------- |
| g.t.    | geen toernooi gehouden           |
| l.c.    | lagere categorie                 |
| –       | niet deelgenomen                 |
| G       | uitgeschakeld in de groepsfase   |
| 1R      | uitgeschakeld in de eerste ronde |
| 2R      | uitgeschakeld in de tweede ronde |
| 3R      | uitgeschakeld in de derde ronde  |
| 4R      | uitgeschakeld in de vierde ronde |
| KF      | uitgeschakeld in de kwartfinale  |
| HF      | uitgeschakeld in de halve finale |
| F       | de finale verloren               |
| W       | het toernooi gewonnen            |
| w-v     | winst/verlies-balans             |

### Prestatietabel grand slam, enkelspel
| Toernooi        | 1991 | 1992 | 1993 | 1994 | 1995 | 1997 | 1998 | 1999 | 2000 | 2001 |
| --------------- | ---- | ---- | ---- | ---- | ---- | ---- | ---- | ---- | ---- | ---- |
| Australian Open | –    | 1R   | 1R   | 4R   | 1R   | –    | 2R   | 1R   | –    | 2R   |
| Roland Garros   | –    | –    | –    | 1R   | –    | –    | 1R   | 1R   | –    | –    |
| Wimbledon       | –    | 3R   | 1R   | 1R   | –    | 2R   | 1R   | 1R   | 1R   | –    |
| US Open         | 2R   | –    | 1R   | 1R   | –    | 1R   | 2R   | –    | –    | –    |

### Prestatietabel grand slam, dubbelspel
| Toernooi        | 1994 | 1995 | 1997 | 1998 | 1999 | 2000 | 2001 |
| --------------- | ---- | ---- | ---- | ---- | ---- | ---- | ---- |
| Australian Open | 1R   | KF   | 2R   | 1R   | –    | 2R   | 1R   |
| Roland Garros   | –    | –    | 1R   | 2R   | 2R   | –    | 1R   |
| Wimbledon       | –    | –    | 2R   | 2R   | 2R   | 1R   | 1R   |
| US Open         | 3R   | –    | 1R   | 2R   | 2R   | KF   | 2R   |